# Skîbivșciîna, Sribne
Skîbivșciîna (în ucraineană Скибівщина) este un sat în comuna Harîtonivka din raionul Sribne, regiunea Cernihiv, Ucraina.